# Чилленден, Уильям
Уильям Чилленден или Адам Чилленденский (англ. William Chillenden, Adam of Chillenden, фр. Adam de Chillendenne; ум. 13 сентября 1274) — приор Кентерберийского собора, избранный архиепископ Кентерберийский (1270—1272).

## Биография
Монах приората Кентерберийского собора и его казначей, в 1263 году избран приором. После смерти Бонифация Савойского 14 июля 1270 года кентерберийские монахи 9 сентября 1270 года избрали новым архиепископом Кентерберийским Уильяма Чиллендена вопреки воле короля Эдуарда I. Летом 1272 года Папа Римский Григорий X отклонил его назначение, и кафедра осталась вакантной — Чилленден так и не получил паллий. Умер 13 сентября 1274 года.